# Lake Junaluska (Carolina del Norte)
Lake Junaluska es un lugar designado por el censo ubicado en el condado de Haywood en el estado estadounidense de Carolina del Norte. La localidad en el año 2000, tenía una población de 2.675 habitantes en una superficie de 15,1 km², con una densidad poblacional de 186,7 personas por km².

## Geografía
Lake Junaluska se encuentra ubicado en las coordenadas 35°31′40″N 82°58′35″O / 35.52778, -82.97639. Según la Oficina del Censo, la localidad tiene un área total de 15,1 km² (5,8 mi²), de la cual 14,3 km² (5,5 mi²) es tierra y 0,8 km² (0,3 mi²) (4.98%) es agua.

### Localidades adyacentes
El siguiente diagrama muestra a las localidades en un radio de 16 kilómetros (9,9 mi) de Lake Junaluska.

## Demografía
En el 2000 la renta per cápita promedia del hogar era de $46.932, y el ingreso promedio para una familia era de $54.444. El ingreso per cápita para la localidad era de $23.031. En 2000 los hombres tenían un ingreso per cápita de $38.224 contra $29.219 para las mujeres. Alrededor del 8.70% de la población estaba bajo el umbral de pobreza nacional.
A partir de finales de 2006 la ciudad de gobierno Waynesville estima la población en 10.000.